# رت مسنج

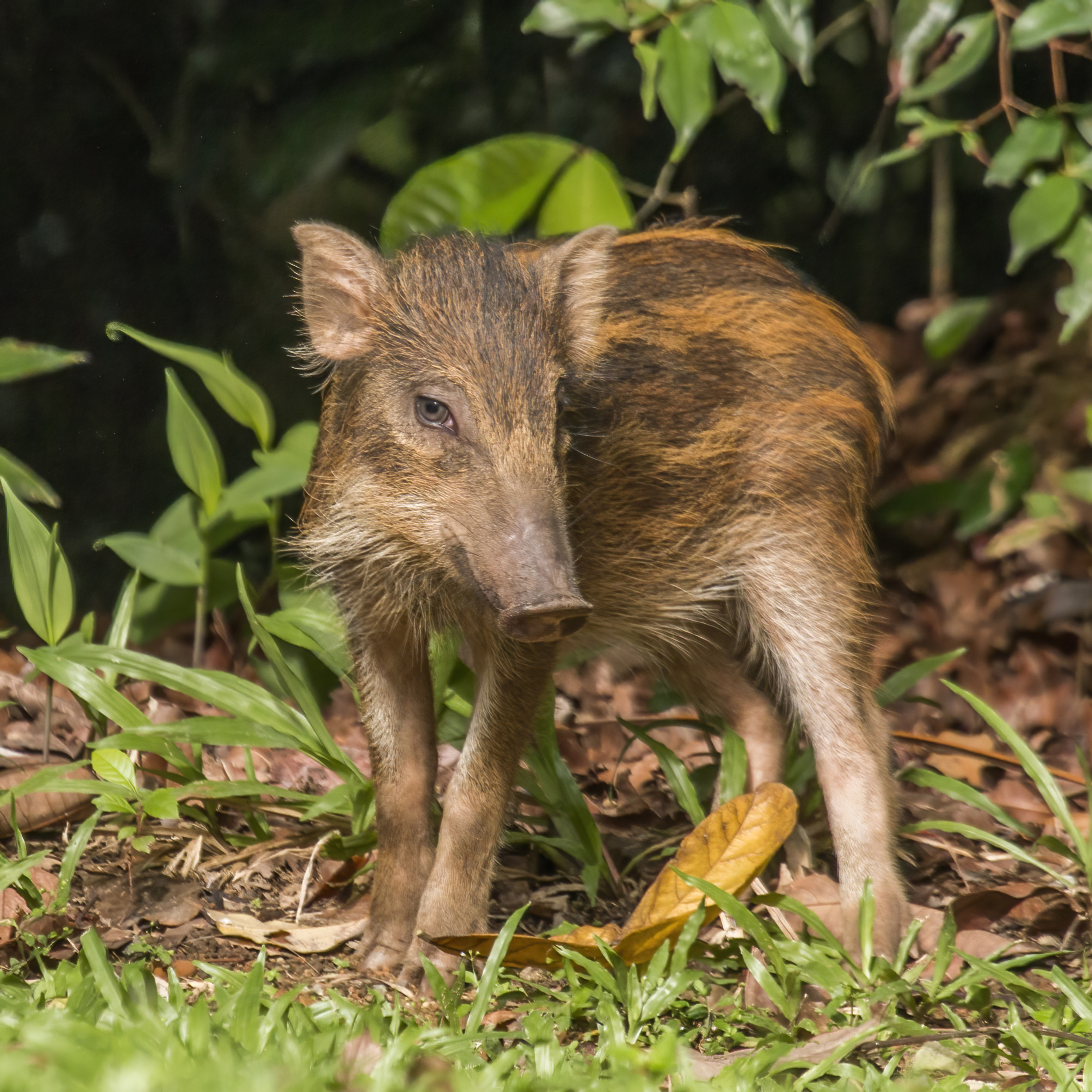
خنوص في سنغافورة

رَتّ مُسنَّج نويع من الخنازير البرية الأصلية في شبه جزيرة ملايو والعديد من الجزر الإندونيسية بما في ذلك سومطرة وجاوة وصونداس الصغرى في الشرق الأقصى مثل كومودو . يتميز بثوبه المسنج وبعفرته السمراء التي تمتد من القفن إلى أوائل الظهر. جثته متوسطة القد تطول نحو ١٢٠ سم، وتعلو ٦٠. يألف الأحراج والمناقع والأعشاب الكثيفة الغضة. إناثه تضع من ٦ إلى ٨ خنانيص.